# Ben Haddou
A. Ben Haddou (født 15. november 1962 i Casablanca, Marokko) er en etnisk berber og dansk-marokkansk politiker fra Socialdemokratiet, Centrum-Demokraterne, Det Konservative Folkeparti og Kristendemokraterne. Han voksede op i Danmark og bor i dag med sin kone i Vanløse.

## Politik
Haddou var medlem af Socialdemokratiet, men skiftede til Centrum-Demokraterne og blev indvalgt i Københavns Borgerrepræsentation ved kommunalvalget i 1997. Ved kommunalvalget i november 2005 blev han valgt som stedfortræder for Det Konservative Folkeparti. Senere brød han med partiet og vendte i stedet tilbage til Centrum-Demokraterne for at blive partiets sidste formand, indtil CD valgte at nedlægge sig selv ved et ekstraordinært landsmøde i januar 2008. I februar 2008 meldte Haddou sig ind i Kristendemokraterne.

## Injuriesag
Haddou blev et omdrejningspunkt for en kontroversiel injuriesag, som startede den 17. december 2004 med diverse beskyldninger fremsat i Ekstra Bladet mod den dengang politiske aktive Mohammad Rafiq i kølvandet på udgivelsen af dennes bog Kærlighed kan ikke arrangeres. De daværende københavnske politikere Manu Sareen (R), Tanwir Ahmad (R), Hamid El-Mousti (A) og Ben Haddou (CD) ved borgerrepræsentationen i København udsendte en pressemeddelelse, hvori de kritiserede bogen og forfatteren.
Den 18. januar 2005 valgte Rafiq Muhammad på baggrund af de fremsatte påstande om hans person at anlægge en injuriesag imod Ben Haddou, som han betegnede som "en hetz-lignende kampagne", der "indeholder en stribe forkerte og ærekrænkende beskyldninger" for at forhindre ham i at få politisk indflydelse i forhold til sin mærkesag: kampen mod arrangerede ægteskaber.
Det kom senere frem, at hverken Haddou eller Hamid El-Mousti havde læst bogen. Sidstnævnte beskyldte Tanwir Ahmad for at tvinge ham til at underskrive pressemeddelelsen, mens Ben Haddou ikke mente, at det var nødvendigt at læse bogen, da det var tilstrækkeligt med "en udførlig anmeldelse af bogen" og betegnede Rafiq som "sindssyg" og "frastødende".
Sagen mod Haddou eskaleredes yderligere af de trusler, som han fremsatte mod Rafiq i en båndoptagelse af en telefonsamtale mellem de to, offentliggjort af B.T. den 14. marts 2005, hvor Haddou advarede Rafiq om at gå videre med sagen "Hvis du forsøger at gå videre med det her, så vil jeg hævne mig.... Jeg har mange støtter uden for det politiske miljø..."Sagen blev betragtet som så alvorlig, at PET skred ind i sagen. Konfronteret med disse oplysninger fastholdt Haddou udtalelsen med begrundelsen "Jeg står ved det, jeg har sagt. Men det er slet ikke ment på den måde. Truslen var ikke ment som en fysisk trussel. Når jeg truer med støtter og hævn, så mener jeg for eksempel journalister eller venner som ikke længere er politisk aktive. Altså en politisk hævn."
Sagen blev afgjort ved en privatanlagt straffesag, hvor Haddou blev dømt for injurier i november 2005. I retten ville Haddou heller ikke afvise at mene, at terrorangrebet mod World Trade Center den 11. september 2001 kunne være udført i et samarbejde mellem USA og den israelske efterretningstjeneste Mossad.
Under sagen stillede Haddou op til kommunalvalget men blev ikke valgt ind.